# Dzon Delarge
Dzon Delarge (* 24. červen 1990 v Brazzaville) je konžský fotbalový útočník a reprezentant, v současné době hráč rakouského klubu FC Admira Wacker Mödling od ledna 2016 na hostování v Osmanlısporu.

## Klubová kariéra
Dzon Delarge s fotbalem začínal v Gabonu a od svých 15 let působil na profesionální úrovni v Kamerunu. Hrál v kamerunských klubech Kadji SA Douala, Cotonsport Garoua a Union Douala. V létě 2011 podepsal smlouvu se slovenským DAC 1904 Dunajská Streda. Zde zatím zažil svoji nejpovedenější sezonu, když vstřelil 8 branek ve 32 zápasech. Po sezoně ale DAC sestoupil a Delarge odešel na testy do FC Slovan Liberec. V nich uspěl a podepsal přestupní kontrakt.

### FC Slovan Liberec
Premiéru v Gambrinus lize zažil 11. srpna 2012 ve 3. kole proti domácímu Jablonci, když nastoupil na hřiště v 79. minutě. Liberec utkání prohrál 0:1. Premiérový gól vstřelil Delarge 22. října 2012 hostující Mladé Boleslavi, v 51. minutě se prosadil zblízka při doklepnutí míče do sítě. Liberec porazil soupeře 2:0. 17. listopadu 2011 (15. ligové kolo Gambrinus ligy, poslední v podzimní části sezóny) proti Plzni byl po faulu na něj za stavu 1:0 pro Liberec vyloučen ve 43. minutě hostující Václav Procházka. Delarge si předkopl míč a šel by sám na brankáře. Liberec však vedení neudržel a zápas s oslabenou Plzní prohrál 1:2. 29. března 2013 zařídil svým gólem výhru Liberce 1:0 nad hostující Olomoucí, čímž ukončil soupeřovu jarní neporazitelnost (Olomouc vyhrála 4 zápasy v řadě). Byl to Dzonův druhý gól sezóny. 6. dubna 2013 jedním gólem rozhodl utkání s domácím Baníkem Ostrava. Trefil se už v 6. minutě. 24. dubna vstřelil v prvním utkání semifinále českého fotbalového poháru jednu branku, Liberec porazil Jablonec 4:3.
V domácí odvetě druhého předkola Evropské ligy 2013/14 25. července 2013 otevřel hlavičkou skóre proti hostujícímu lotyšskému celku Skonto Riga, Liberec vyhrál 1:0 a postoupil do 3. předkola, neboť v prvním zápase podlehl na hřišti soupeře 1:2 (platí pravidlo o vstřeleném gólu na hřišti soupeře). 22. srpna vstřelil gól v prvním utkání 4. předkola Evropské ligy 2013/14 proti italskému celku Udinese Calcio, Liberec zvítězil na italské půdě 3:1 (hrálo se v Terstu) a vytvořil si velmi slibnou pozici do domácí odvety. Skóroval i v domácí odvetě 29. srpna, Liberec remizoval 1:1 a postoupil do základní skupiny EL, kde se střetl se španělskou Sevillou, německým Freiburgem a portugalským Estorilem. Slovan byl vyřazen v šestnáctifinále nizozemským AZ Alkmaar.
V Evropské lize se představil s Libercem i v následující sezoně 2014/15. V domácí odvetě 2. předkola proti MFK Košice 24. července 2014 jednou skóroval, Liberec zvítězil 3:0 a postoupil do 3. předkola proti FC Astra Giurgiu. Se Slovanem Liberec podstoupil v sezóně 2014/15 boje o záchranu v 1. české lize, ta se zdařila. S týmem navíc vybojoval triumf v českém poháru.

### FC Admira Wacker Mödling (+ hostování)
V lednu 2016 přestoupil z Liberce půl roku před vypršením smlouvy do rakouského bundesligového týmu FC Admira Wacker Mödling. Ten jej obratem poslal na 1,5roční hostování do tureckého klubu Osmanlıspor.

## Reprezentační kariéra
V A-mužstvu Konžské republiky debutoval v roce 2012.